# دادخان جروار
دادخان جروار (به انگلیسی: Dad Khan Jarwar) یک منطقهٔ مسکونی در پاکستان است که در ناحیه تندو الله‌یار واقع شده‌است. دادخان جروار ۶۵٬۲۹۵ نفر جمعیت دارد.